# Csorvás
Csorvás [ˈʧorvaːʃ] ist eine Kleinstadt in Südungarn. Sie liegt im Komitat Békés, das wiederum in der statistischen Planungsregion Dél-Alföld liegt. Die nächste größere Stadt, Orosháza, ist etwa 16 km entlang der Hauptstraße 47 entfernt.
Csorvás kann, wie anhand archäologischer Funde feststellbar, auf eine mindestens 850-jährige Geschichte zurückblicken. Die erste urkundliche Erwähnung stammt aus dem Jahre 1456. Über die Stadtrechte verfügt Csorvás seit dem 1. Juli 2005. Es gibt mehrere Denkmäler sowie drei Kirchen. Laut der Volkszählung von 2001 zählt Csorvás 5738 Einwohner.
Orte in der näheren Umgebung sind Uzon, Diószeg und Felsőhegy.